# Roman paysan
Le roman paysan (anciennement qualifié de roman rustique, ou encore de roman rural) est un style romanesque dont l'action se déroule essentiellement dans le monde rural, dont le thème principal ou du moins sous-jacent est la vie paysanne, et dont les protagonistes sont essentiellement des paysans. Ce genre, né au XIXe siècle, connaît un développement important au XXe et XXIe siècles.

## Définition
D'après le CNRTL, le « roman paysan » se définit comme « roman qui dépeint le monde paysan ». Paul Vernois, lui, définit le « roman rustique » comme « tout roman qui s'inscrit dans le cadre exclusif de la campagne et dont les protagonistes essentiels sont des paysans ».

## Histoire
Les origines du « roman rustique » sont communément attribuées à Honoré de Balzac et surtout à George Sand ; le premier par sa volonté de faire « place aux figures d’un peuple oublié ». La seconde, par ses nombreuses descriptions de la vie rurale berrichonne.
La véritable expansion du roman paysan date de la fin du XIXe siècle, parallèlement au développement du régionalisme.
Le terme roman rustique disparaît en France après la seconde Guerre mondiale car il a trop été valorisé par le régime de Vichy. On lui préfère alors le terme « roman rural ».

## Diffusion géographique
Le roman paysan est un genre très présent (et par conséquent bien étudié) en France, en Allemagne, en Suisse et en Italie du Sud durant la fin du XIXe siècle et le début du XXe, ; au Québec, il prend la forme particulière de roman du terroir. En revanche, ce style est presque inexistant, par exemple, en Russie.